# Paulo Dias de Novais
Paulo Dias de Novais (né vers 1510 à Massangano, et mort le 9 mai 1589 à Massangano) est un explorateur portugais, premier gouverneur de l'Angola (qui se résumait à l'époque à Luanda et son Hinterland immédiat).

## Biographie
Petit-fils de Bartolomeu Dias, il explore l'Angola en 1559 et atteint l'embouchure de la rivière Cuanza (1560). Il envoie alors une partie de son expédition commandée par son cousin Luis Dias et un prêtre jésuite, pour tenter de convertir le roi du Congo. Les hommes ne revenant pas, il part pour l'intérieur du pays avec le roi Musungu mais, refusant de soutenir celui-ci dans une guerre locale, il est incarcéré et restera prisonnier durant six ans.
Le 19 septembre 1571, le roi dom Sebastião de Portugal octroie à Paulo Dias de Novais la charte de donation du royaume de l'Angola. La carta de donataria est un instrument juridique, mobilisé au XVe siècle pour la colonisation des archipels atlantiques (Açores, Madère, Cap-Vert et São Tomé), comportant un programme précis: occupation des territoires par la fondation de villes, distribution des terres aux colons et développement d'activités agricoles, minières ou autres. Dans le cas angolais, l'obligation de conquête et d'évangélisation venait s'ajouter au catalogue traditionnel.
Dias de Novais reprend la mer en 1574 avec sept navires et trois cent cinquante hommes pour coloniser le pays. À l'embouchure du Cuanza, il fonde une mission en 1576 qui deviendra la ville de Sao Polo de Luanda. Cette ville deviendra le premier pourvoyeur d'esclaves pour les plantation du Brésil et devient ainsi la tête de pont de la conquête territoriale en jouant un rôle de grand marché esclavagiste. Il remonte le fleuve et installe un fort à Massangano où il meurt en 1589.